# Fairford
Fairford és una petita ciutat de Gloucestershire, Anglaterra. La ciutat es troba als turons del Cotswolds al marge del riu Coln, a 9,7 km a l'est de Cirencester. A prop, hi ha la base aèrea de la Royal Air Force, que va tenir un paper en l'Operació Horta el 1944 i el parc natural Cotswold Water Park.
El primer esment escrit data de l'any 850 en un acte notarial de l'abadessa de l'església de Gloucester. El nom prové de l'anglosaxó Fagrinforda que significa bon gual (fagrin, anglès modern fair, i ford, gual). Des del segle xiii va tenir un pont de pedra.